# Otočić Sveti Andrija (ö i Kroatien, Dubrovnik-Neretvas län)
Otočić Sveti Andrija är en ö i Kroatien.   Den ligger i länet Dubrovnik-Neretvas län, i den sydöstra delen av landet, 400 km söder om huvudstaden Zagreb.